# Teufelstein (Zerbst)

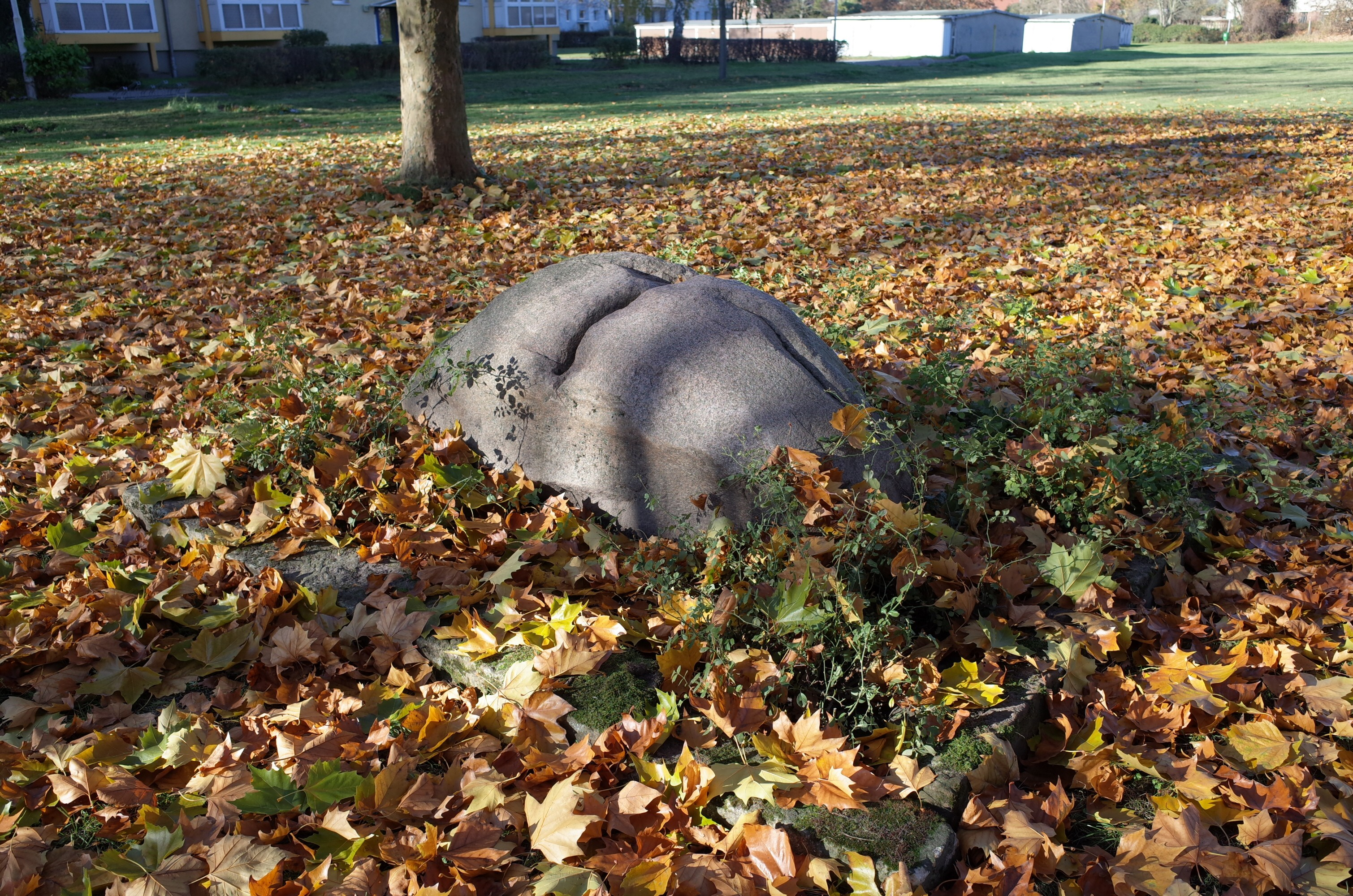
Der Teufelstein von Zerbst

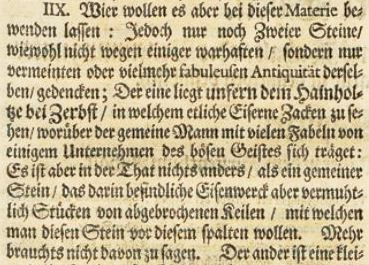
Auszug aus Johann Christoph Bekmann: Historie Des Fürstenthums Anhalt Von dessen Alten Einwohnern und einigen annoch verhandenen Alten Monumenten, S. 29 (1710)

Der Teufelstein von Zerbst ist ein Findling in Zerbst/Anhalt im Landkreis Anhalt-Bitterfeld, Sachsen-Anhalt, der möglicherweise im Mittelalter und/oder der frühen Neuzeit als Nagelstein verwendet wurde.

## Lage
Nach einem Bericht von Johann Christoph Bekmann aus dem Jahr 1710 befand sich ein auffälliger Stein in der Nähe des „Hainholzes“, eines Waldgebietes im Südwesten von Zerbst, das auf Wunsch der Fürstin Johanna Elisabeth im Jahr 1749 in „Friedrichsholz“ umbenannt und zum Park umgestaltet wurde, inzwischen jedoch seit 1945 „Waldfrieden“ heißt und überwiegend forstwirtschaftlich genutzt wird.
Der bei Bekmann beschriebene Stein ist sehr wahrscheinlich identisch mit dem „Teufelstein“, der etwa 200 m nördlich des Waldgebietes auf einer Grünfläche zwischen Biaser Straße und der Straße Am Teufelstein liegt.

## Beschreibung
Der Stein besteht aus rosafarbenem Gneisgranit. Nach Bekmann waren „etliche eiserne Zacken“ in den Stein getrieben, die seiner Meinung nach von fehlgeschlagenen Spaltversuchen herrührten. Heute sind mehrere tiefe längliche Löcher auf der Oberseite des Steins zu sehen; Eisenreste sind nicht mehr erkennbar. Hans-Jürgen-Beier ordnete den Stein ausgehend von Bekmanns Bericht als vermutlichen Menhir ein, es gibt jedoch keine Hinweise darauf, dass der Stein jemals aufrecht gestanden hat.

## Die Sage vom Teufelstein
Zum Teufelstein existiert eine Sage, welche seine Lage und die markanten Löcher auf seiner Oberseite erklären soll. Der Teufel soll einst mit den Bewohnern von Zerbst einen Vertrag geschlossen haben, dass die Stadt ihm gehören solle, wenn es ihm gelänge, den Stein in einer Nacht um die Stadt zu schleppen. Der Teufel schlang daraufhin eine Kette um den Stein und machte sich auf den Weg. Er wurde aber von einem Einwohner heimlich beobachtet und als der Teufel bereits ein weites Stück Weg zurückgelegt hatte, krähte der Mann wie ein Hahn. Der Teufel glaubte nun, es sei bereits Morgen, ließ den Stein liegen und zog fluchend von dannen.
Eine andere Variante dieser Sage berichtet, dass ein Fürst von Anhalt den Vertrag mit dem Teufel geschlossen habe und dass dieser den Stein dreimal um die Stadt tragen müsse. Der Teufel trieb eine Axt in den Stein, der daran hängen blieb, und nahm ihn auf die Schulter. Bei der dritten Umrundung der Stadt zerbrach jedoch die Axt und der Stein fiel zu Boden.

## Schutzstatus
Der Findling ist seit 1967 durch eine naturschutzrechtliche Verordnung als Naturdenkmal geschützt und unter der Nr. ND_0046AZE mit der Bezeichnung „Findling Teufelstein in Zerbst“ im Verzeichnis der Naturdenkmale im Landkreis Anhalt-Bitterfeld enthalten.